# Chéry-lès-Pouilly
Chéry-lès-Pouilly är en kommun i departementet Aisne i regionen Hauts-de-France i norra Frankrike. Kommunen ligger  i kantonen Crécy-sur-Serre som ligger i arrondissementet Laon. År 2022 hade Chéry-lès-Pouilly 737 invånare.

## Befolkningsutveckling
Antalet invånare i kommunen Chéry-lès-Pouilly
Referens: INSEE